# 長山直緟
長山 直緟（ながやま なおます）は、江戸時代後期の日本の武士（幕臣）、旗本。通称は金之丞。

## 略歴
父は旗本・長山直之、母は遠山風静伊氐の娘。禄高は1350石。旗本屋敷は赤坂氷川町。
父・直之から家督を相続、両番格の旗本として仕えた後に隠居し、子の直候が家督を相続した。